# Rejon andruszowski
Rejon andruszowski (ukr. Андрушівський район) – istniejąca w latach 1923-2020 jednostka administracyjna Ukrainy, w składzie obwodu żytomierskiego. Położona w jego południowej części.
Powstał na części obszaru dawnego powiatu żytomierskiego. 
Głównym miastem i siedzibą władz rejonu jest Andruszówka.

## Miejscowości rejonu
- Andruszówka
- Antopol[2]
- Borek (Борок)
- Browki[3][4] (Бровки Другі)
- Browki[5][6] (Бровки Перші)
- Czerwone (Червоне)
- (Гальчин)
- (Гарапівка)
- (Городище)
- (Городківка)
- (Града, Чубарівка)
- (Іванків)
- Iwnica (Івниця)
- Jereszki (Ярешки)
- (Яроповичі)
- Kamień (Камені)
- (Корчмище)
- (Котівка)
- (Крилівка)
- Lachowce (Глинівці)
- Lebiedynce (Лебединці)
- (Лісівка)
- (Любимівка)
- (Мала П'ятигірка)
- (Малі Мошківці)
- (Міньківці)
- (Мостове)
- (Нехворощ)
- Nowa Kotelnia (Нова Котельня)
- (Новоівницьке)
- (Павелки)
- Stara Kotelnia[7] (Стара Котельня)
- (Старосілля)
- (Степок)
- (Тарасівка)
- (Великі Мошківці)
- Wolica (Волиця)
- Wołosów[8][9] (Волосів)
- (Забара)
- (Зарубинці)
- (Жерделі)